# Adina (opera)
Adina, ovvero Il Califfo di Bagdad è una farsa in un atto di Gioachino Rossini.
Il libretto di Gherardo Bevilacqua Aldobrandini è a sua volta una riduzione del libretto Il califo e la schiava di Felice Romani, che venne in seguito musicato da Francesco Basily.
L'opera, unica tra quelle di Rossini scritta per un teatro non italiano o francese, fu commissionata dall'ispettore dei teatri portoghesi nel 1818 commissionata dal Teatro Nacional de São Carlos di Lisbona e fu composta da Rossini a Bologna dove stava trascorrendo un periodo di convalescenza presso i genitori, fra la metà di aprile e la fine di maggio del 1818. A causa della fretta, Rossini compose solo tre numeri, ne abbozzò un altro, prese tre numeri dal suo Sigismondo e affidò a collaboratori la composizione degli altri numeri e dei recitativi. Nessun documento pervenutoci attesta una rappresentazione in data anteriore al giugno 1826; in quell'occasione Adina fu allestita con una compagnia di cantanti che comprendeva anche il celebre basso Giovanni Orazio Cartagenova nel ruolo del califfo. La genesi dell'opera presenta molti punti oscuri, tra cui il motivo per cui essa andò in scena a Lisbona solo il 22 giugno 1826, otto anni dopo la commissione. Nessun'altra esecuzione è documentata fino alla ripresa moderna, avvenuta all'Accademia Musicale Chigiana di Siena nel 1963.
Nel 1981 ha avuto la prima con Ernesto Palacio ed Angelo Romero all'Europauditorium di Bologna in diretta televisiva ed al Teatro Comunale di Bologna.
Al Rossini Opera Festival va in scena nel 1999, per la prima volta sulla base dell'edizione critica, con l'Orchestra della Toscana, Pietro Spagnoli, Aleksandrina Pendačanska, Antonino Siragusa, Roberto De Candia e Massimo Giordano (tenore), direttore e concertatore Yves Abel, regia di Moni Ovadia.

## Cast della prima assoluta
| Ruolo      | Registro vocale | Interprete                  |
| ---------- | --------------- | --------------------------- |
| Il Califfo | basso           | Giovanni Orazio Cartagenova |
| Adina      | soprano         | Luisa Valesi                |
| Selimo     | tenore          | Luigi Ravaglia              |
| Alì        | tenore          | Gaspare Martinelli          |
| Mustafà    | basso           | Filippo Spada               |

## La trama
Il soggetto ripropone una classica vicenda di ambientazione esotica che, da La rencontre imprévue di Christoph Willibald Gluck a Il ratto dal serraglio di Wolfgang Amadeus Mozart, da Il turco in Italia dello stesso Gioachino Rossini, è ricorsa spesso nell'opera buffa tra Settecento e Ottocento. La scena si rappresenta a Bagdad, nel serraglio del Califfo. Egli vorrebbe sposare la schiava Adina, che gli ricorda i tratti della donna un tempo amata. La fanciulla dapprima acconsente ma in seguito, nel rivedere il giovane Selimo che credeva morto e del quale era innamorata, cerca di fuggire con lui. Alla fine, dopo varie vicissitudini, il califfo scopre che Adina è sua figlia e può quindi acconsentire con gioia alle nozze con Selimo.

## Struttura musicale

### Atto Unico
- N. 1 - Introduzione Splende sereno e fulgido - Quando m'offre amica sorte - Viva, viva dei credenti - Qual nei vaghi ed eterni giardini (Coro, Selimo, Mustafà, Califfo)
- N. 2 - Cavatina di Adina Fragolette fortunate (Adina, Coro)
- N. 3 - Coro e Duetto fra il Califfo ed Adina Se non m'odi o mio tesoro
- N. 4 - Aria del Califfo D'intorno al serraglio
- N. 5 - Aria di Selimo Giusto ciel, che i dubbi miei
- N. 6 - Quartetto Nel lasciarti, o caro albergo (Adina, Selimo, Mustafà, Califfo)
- N. 7 - Coro e Aria Finale di Adina Apri i begli occhi, Adina - Dove sono? Ancor respiro? (Coro, Adina, Selimo, Califfo, Mustafà, Alì)

## Organico orchestrale
La partitura di Rossini prevede l'utilizzo di
- 2 flauti (anche ottavini), 2 oboi, corno inglese (solo N.6), 2 clarinetti, 2 fagotti
- 4 corni, 2 trombe, trombone
- timpani, grancassa, piatti, sistro
- archi

Per i recitativi secchi
- pianoforte (violoncello e contrabbasso ad libitum)

## Edizioni
- Spartito canto e pianoforte: Milano, Ricordi, 1859
- Partitura: Edizione critica a cura di Fabrizio Della Seta, Pesaro, Fondazione Rossini, 2000